# 波形メモリ (電子音源の合成方式)
波形メモリ（電子音源の合成方式）（はけいめもり　でんしおんげんのごうせいほうしき）は、1980年代に頻出したディジタル音源の基本方式の一つ。ウェーブメモリ音源と呼ばれることもある。

## 概要
波形メモリはディジタル信号処理の基礎技術であり、1970年代から「ディジタル楽器全般に共通する基本要素技術の一つ」と認識されていた。

ディジタル・シンセサイザーには、プレーンなディジタル楽器の要件に加え、下記の要件が加わる。
(1) 音色合成の操作・調整機能
(2) 音色の時間的変化
波形メモリ単独ではこれらの追加要件を実現しようがないため、歴史上いくつものシンセサイズ方式が登場した。

### アナログ音源との併用
波形メモリを併用したアナログ音源はハイブリッド音源として区別される。

### 分周回路を使った音源方式
- 簡易電子楽器、簡易音源チップ:
オシレータを分周し、得られた矩形波や簡単な合成波(階段状波形)をほぼそのまま出力するタイプの音源。
- 電子オルガン (分周回路方式):
12音階分のオシレータを分周し、得られた矩形波(FF分周の場合)や疑似正弦波(トランス分周の場合)を、アナログ・フィルタ他で加工して 音色(ストップ) として提供する。なおオルガンは、演奏者が複数の音色(ストップ)を重ねて音色表現する楽器なので、全体としては 加算合成を併用した減算合成 と言える。

### 理論上の合成方式
- 倍音合成、FMシンセシス、PDシンセシス等:
これらの合成方式は、理屈の上では波形メモリと無関係に処理方式を定義する事ができる。しかし実装上は、回路の簡素化と処理の効率化のために一種の波形メモリ(正弦波テーブル等)を使用するのが一般的である。

## 波形メモリを使う主な合成方式

### ハイブリッド・シンセサイザー
1. 波形を何らかの合成方式(典型的には倍音加算)で生成し、波形メモリに格納して再生、音作りにはフィルターを併用する方式。初期のディジタルオルガン技術をディジタル・シンセサイザーに発展させる形で登場した。
- RMI ハーモニック・シンセサイザー (1974)

2. オシレータ(DCO)に波形メモリを採用したシンセサイザー(主に減算合成)

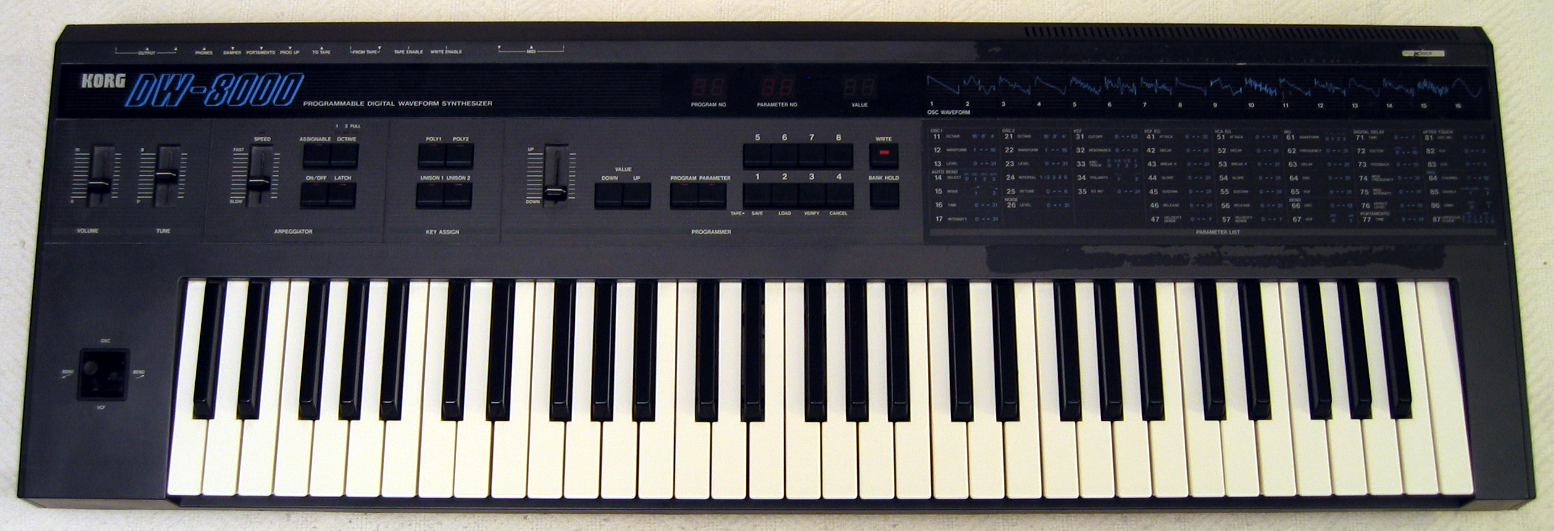
KORG DW-8000

- エレクトロニック・ミュージック・スタジオ Digital Oscillator Bank (1972?)
- PPG 1003 Sonic Carrier (1976)
- Oxford Synthesizer Company OSCar (1983)

倍音加算合成を鍵盤操作で指定 (後のCASIO SK-1も同機能をサポート)
- KORG DW-6000 (1984) / DW-8000 (1985)
- Ensoniq ESQ-1 (1986)

### ウェーブテーブル・シンセシス

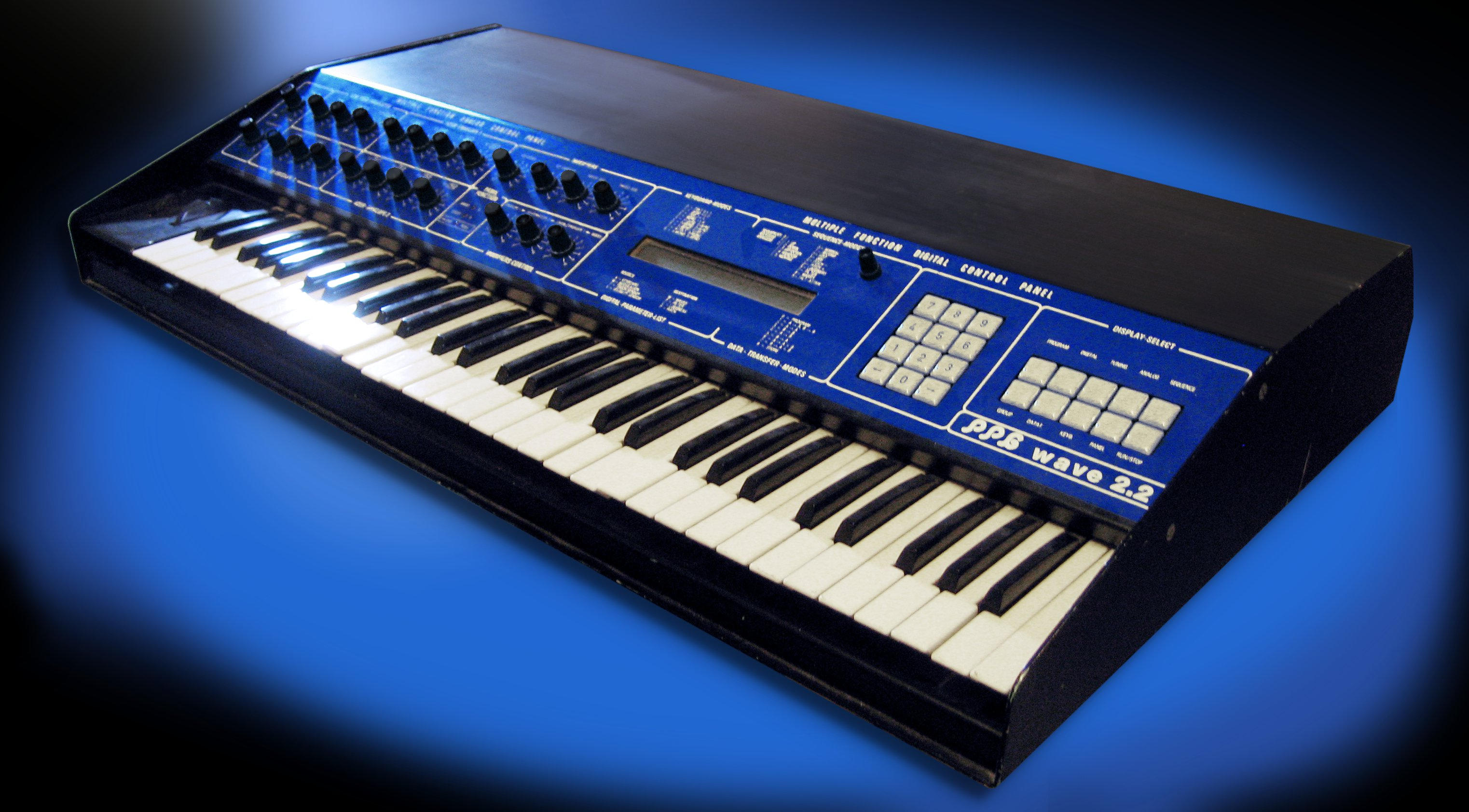
PPG Wave 2.2 (1982)

ベクトルシンセシスの基本アイデア

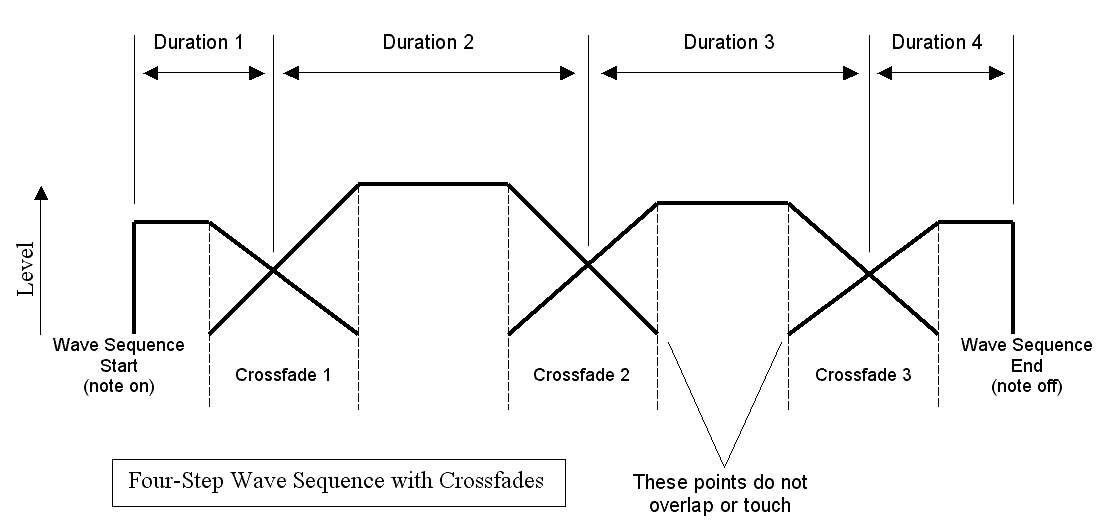
KORG WAVESTATION の
ウェーブ・シーケンス機能

波形テーブル上に1周期波形を複数並べ、キータッチや時間経過に応じて波形を順次切り替えて、音色変化を実現する方式。1980年PPGが採用し、後継のWaldorfに引き継がれた。
なおPPG Wave 2.xには、複数のソフトウェア・エミュレーション

が存在するので、音源の仕組みは簡単に実地確認できる。
- PPG Wavecomputer 340/380 (1979?)
- PPG Wavecomputer 360 (1980)
- PPG Wave 2.0 (1981)
- Waldorf microwave (1989)

なおPC用サウンドカード製品には「ウェーブテーブル音源」という名称を用いる製品が多いが、これらはサンプリング音源/PCM音源の別名に過ぎず、PPG/Waldorfの「ウェーブテーブル・シンセシス方式」とは無関係である 。
[補足] 英語版記事「ウェーブテーブル・シンセシス」との整合性
- 加算合成との関連性 [7]: ウェーブテーブル・シンセシスが「実時間加算合成」の効率的な実装方法として登場したのはおそらく事実だが、現在では加算合成は理想的な合成方式と認識されていないので、ここでは省略する。
- FM合成との比較 [8]: 現在一般に入手できるFM音源製品は、ウェーブテーブル・シンセシスとの共通点がほとんど無いため、ここでは紹介していない。

### ベクトル・シンセシス / ウェーブ・シーケンス
2次元平面を直交座標で4つの領域に分け波形を割り当てて、例えばジョイスティックやエンベロープ・ジェネレータの時間変化に沿って座標を更新し、4つの波形の混合比を変える一種の加算合成。SCIのDave Smithが開発し、SCIやKORGの製品が採用した他、KAWAIやYAMAHAも類似した音源を発売している。
なおこの音源の観点では、ウェーブテーブル・シンセシスは1次元座標軸上の移動として説明され、両者は類似したシンセサイズ方式とされるが、実際には (1)加算合成の有無、(2)潜在的に生成可能な波形のバリエーション、に相違がある。
- SCI Prophet VS (1986) 
- KORG WAVESTATIONシリーズ (1990)
- YAMAHA SY-22 (1990) / TG-33 (1990) / SY-35 (1992)

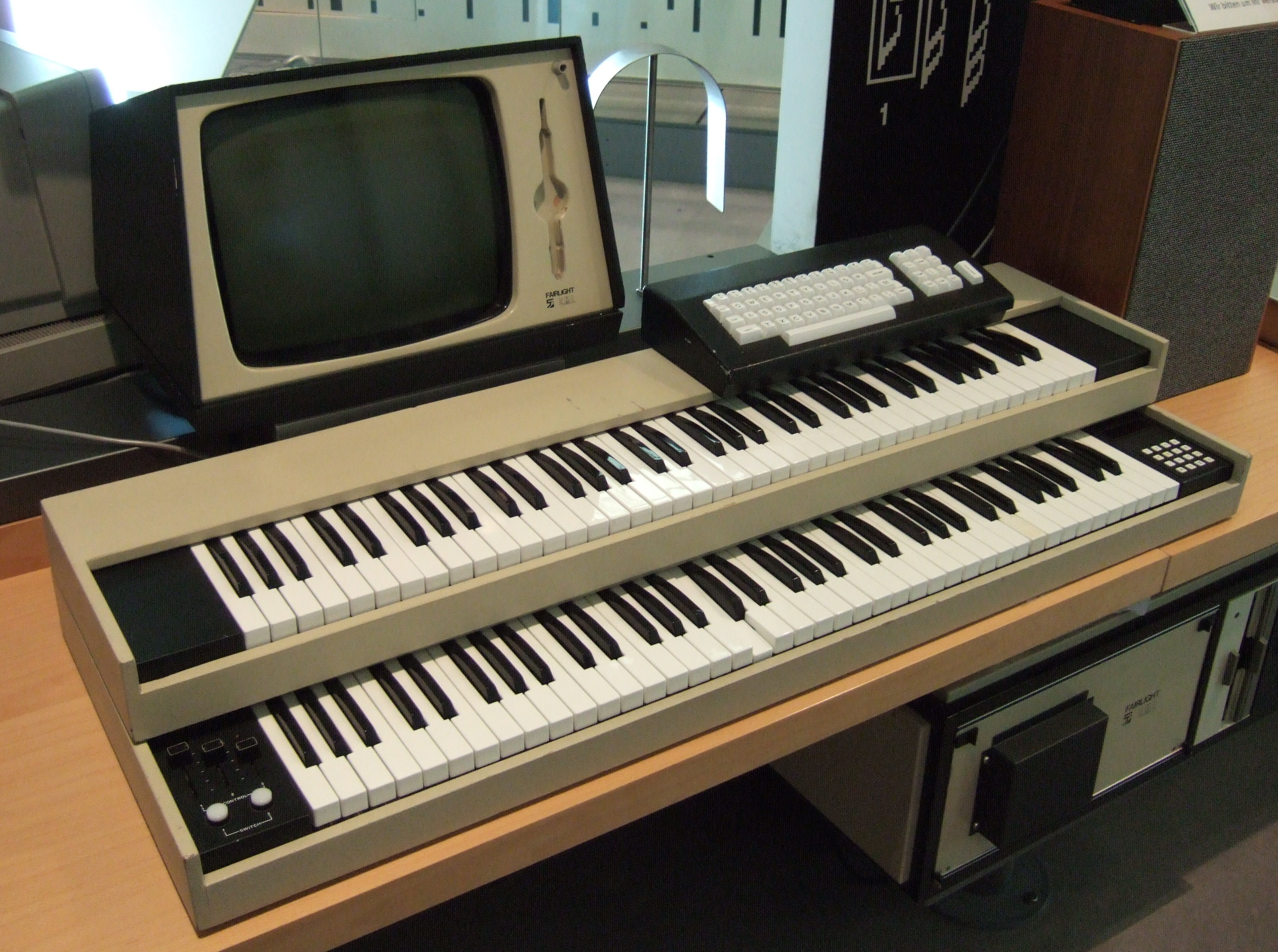
Fairlight CMI

- KORG OASYS (1994-)

### サンプラー / PCM音源 (サンプリング音源、ウェーブテーブル音源)
1980年前後に、半導体メモリー価格の低下に伴い数十KB以上のROMやRAMの使用が現実的になると、1周期単位の波形ではなく数十ms～秒単位のサンプルを丸ごと使う サンプラーやPCMドラムマシンが製品化された。
- フェアライトCMI (1979)
- Linn LM-1 Drum Computer (1980)
- E-mu Emulator (1982)

サンプルの使用で音のリアリティは格段に向上したが、初期の製品は楽器としての表現力が充分とは言えなかった。
そこで、更に数十倍のメモリを使って細かなレイヤーで表現力を高めたり、
- Kurzweil K250 (1983)

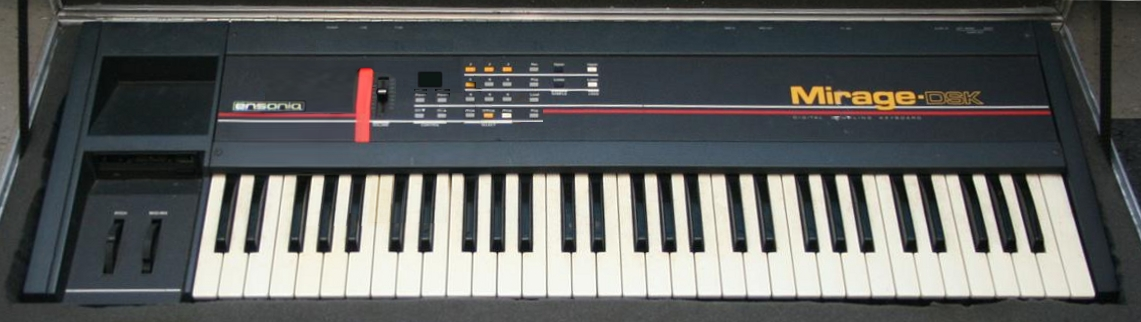
Ensoniq Mirage

さらに減算合成方式(アナログ～ディジタル)を併用して表現力の拡大を図って、現在一般にPCM音源と呼ばれる多少複雑な音源方式が確立した。
- E-mu Emulator II (1984)
- Ensoniq Mirage (1985)
- Roland D-50 (LA音源、1987)

90年代半ば以降、MIDI音源搭載サウンドカードの主流となった「ウェーブテーブル音源」とは、実際はサンプリング音源/PCM音源の別名に過ぎない。

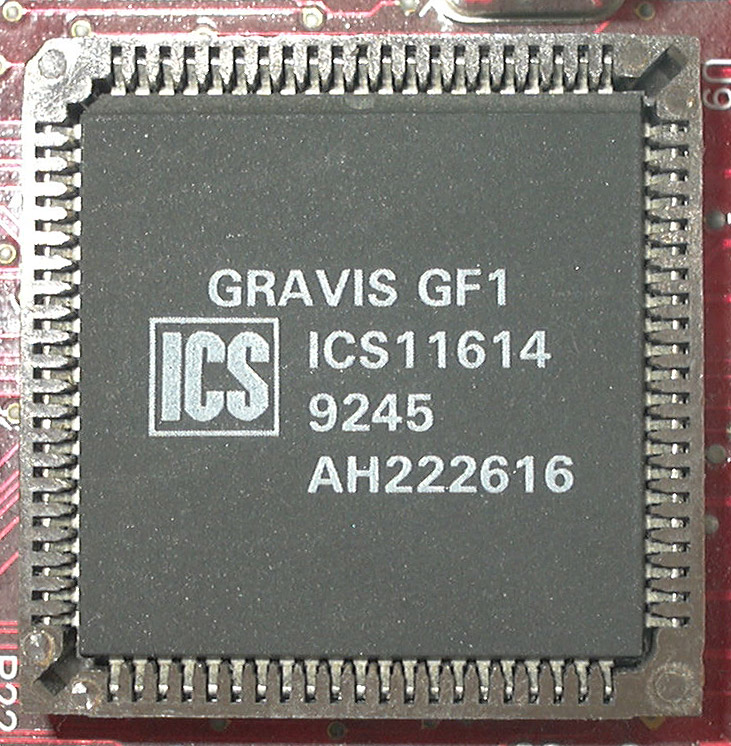
GRAVIS GF1

- Gravis UltraSound

サンプルを入替え可能な音源を搭載して一躍脚光を浴びたサウンドカードで、Trackerソフトを低負荷で安定動作させるのに重宝された。使用している音源チップGravis GF1は Forte TechnologiesとAdvanced Gravisの共同開発とされているが、その出自はEnsoniqのシンセ用チップ OTTO (ES5506)だと言われている。
- Trackerソフト: 1987年Amiga上に登場した数値シーケンサ。Amiga標準のサンプル音源を使い、任意のサンプルを組み合わせた完成度の高いトラックを作成できる特徴を持つ。(参考: MOD (ファイルフォーマット))

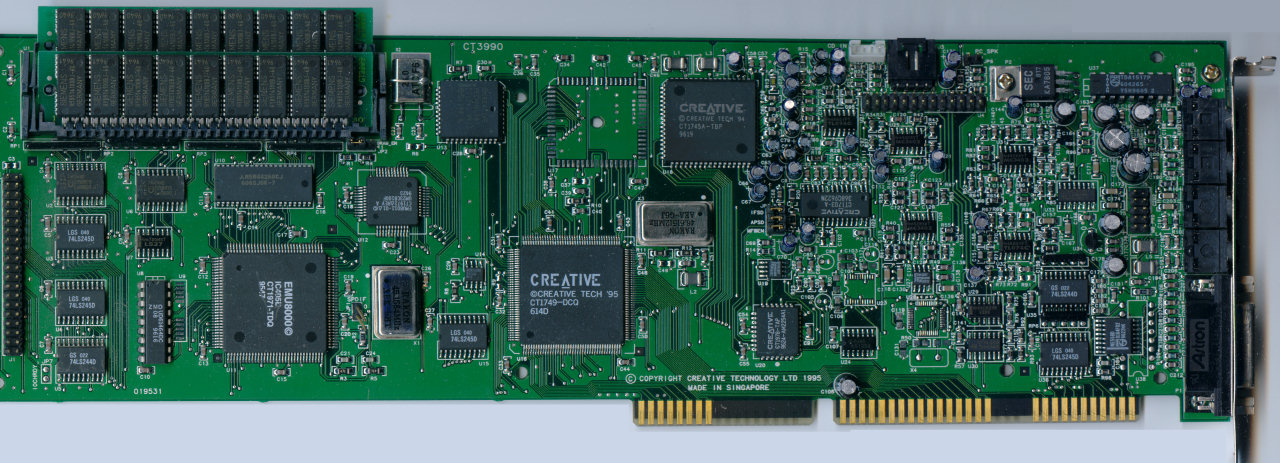
Sound Blaster AWE32

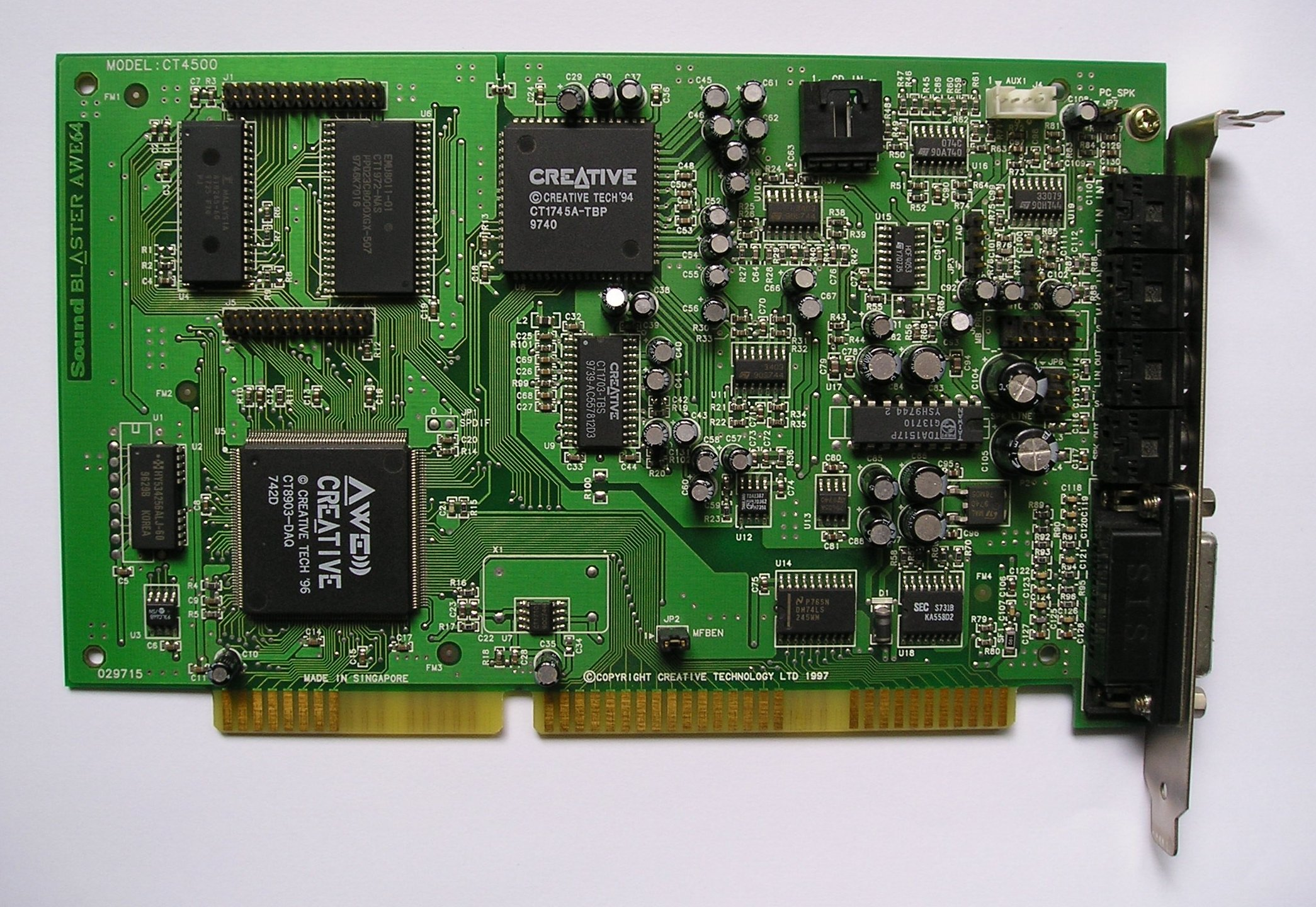
SB AWE64

- Creative Technology Wave Blaster

「Wave Blasterポート」搭載サウンドカードに対応したドーターボード形式の拡張音源。同ポートは事実上の業界標準となり、各社から YAMAHA XG、Roland GM/GS、KORG M1、Waldorf microwave XTable、Kurzweil MA-1 といった各種規格/方式の音源や、ドーターボードを搭載可能なシンセ/MIDIコントローラも登場した。
- Creative Technology Sound Blaster AWE32 / Wave Blaster II (1994)

1993年同社が買収したE-muのサンプル音源(減算合成併用)を縮小した音源チップEMU8000を搭載した製品。同音源のデータ形式は「サウンドフォント規格」として一般公開され何度かのバージョンアップを経て、現在では多くのソフト音源/ソフト・サンプラーで利用可能になっている。
- Creative Technology Sound Blaster AWE64 / WaveSynth (1996)

AWE32に ソフトウェア・シンセ WaveSynth を追加し 64ボイス同時発音可能にした製品。WaveSynthは、スタンフォード大CCRMAのライセンスに基づく物理モデル音源(ウェーブガイド・シンセシス方式)で、そのソフト開発担当はSeer Systemsのデイヴ・スミス (プロフェット5設計者)だった事が知られている。

## 波形メモリを応用した合成方式
波形メモリを応用した音源にFMシンセシスとPDシンセシスが存在する。

### FMシンセシス
| FMシンセシス出力 (周波数スペクトル) |

| 2op FMの構成要素 |

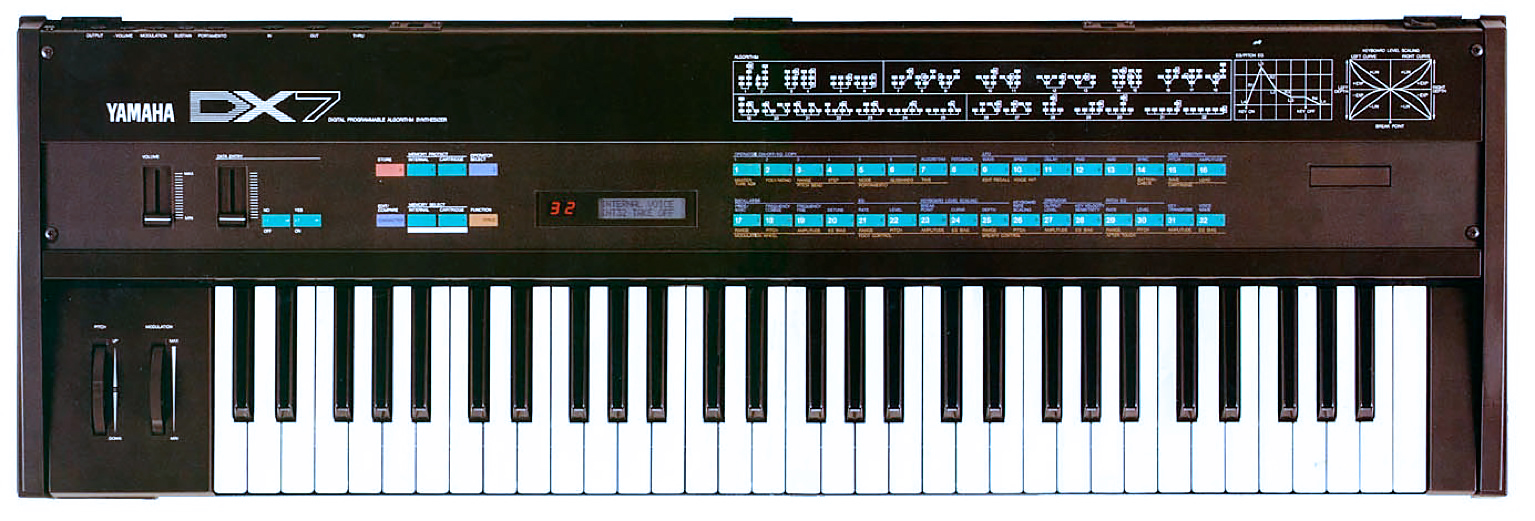
YAMAHA DX7

1980年代にYAMAHAの製品で広く知られるようになったディジタルFMシンセシスは、YAMAHAの実装では「波形メモリ出力で、別の波形メモリを読み出す処理」として実現しており、波形メモリの応用音源と考える事が可能である。
この処理は、アナログシンセ上では クロス・モジュレーション(オシレータ間モジュレーション) として知られており、波形メモリ処理が合成方式の本質ではない事が判る。FMシンセシスの出力(周波数スペクトル)の解釈には周波数変調の概念が援用されるので、一般には周波数変調を本質とするシンセサイズ方式だと考えられている。
FM音源製品のオペレータの波形テーブルには、一般には正弦波(もしくは余弦波)が搭載されている。後期には、波形テーブル読み替えでサイン波以外の波形も選択可能な製品が登場した。
- YAMAHA TX81Z (1986)

後に登場した RCM音源 (YAMAHA)では、「サンプリング変調」と呼ばれる PCM波形でFM音源オペレータを変調する機能も提供された。
- YAMAHA SY77 (1989) / TG77 (1990) /  SY99 (1991)

### PDシンセシス
| PDシンセシスの概要 |

1980年代にカシオが開発したPDシンセシスは、「波形メモリの読み出し位相角を歪ませて(読み出し速度を波形周期内で変更)、倍音を変化させる方式」と説明する事ができる。
類似した処理としては、アナログシンセ上の オシレータ・シンク(一つのオシレータで別のオシレータを周期的にリセットし、結果的に波形を変形する方式) を挙げる事ができる。